# Frangepán Márton
Frangepán IV. Márton (horvátul: Martin IV. Frankopan, latinul: Martinus de Frangepanibus, 1416. január 27. előtt – 1479. október 4.) a Frangepán családból származó horvát főnemes.

## Családja
Frangepán Miklós horvát bán és első felesége Garai Dorottya fia. Tíz testvére közül kilenc fiú volt, VI. János (?-1436), V. Miklós (?-1456), III. István (?-1484), György (csak 1416-ban említik), IX. Bertalan (?-1458), Zsigmond (?-1465), IV. Dujam (1416-1487), I. András (1434-1439) és VII. János (1424-1486), akik a család ozalyi, terszati és szluini ágának alapítói voltak. Az egyetlen lányt, Katalint csak 1416-ban említik, amikor Nelipić Iván legidősebb fiával jegyezték el. Márton háromszor nősült. Első felesége Orsolya egy ismeretlen nemes lánya volt. Második felesége Ilona, lipoveci Mutina (de Surdis) János lánya volt, majd ennek halála után az alsólendvai Bánffy családból való alsólendvai Bánffy Dorottyát, Bánffy István lányát, vette el. Egyik feleségétől sem született gyermeke.

## Élete
Fiú testvéreivel és Katalin nevű lánytestvérével együtt egy 1416. január 27-én kelt dokumentumban említik először, amellyel apjuk IV. Miklós 20 000 forint kölcsön fejében élethosszig, feleségének, Garai Dorottyának adományozza Ozaly várát.  Mivel Márton az utolsó testvérként szerepel itt, feltételezhető, hogy akkoriban ő volt Miklós bán legkisebb fia. A következő forrás, melyben neve felbukkan IV. Jenő pápa 1434. szeptember 22-én kelt levele, amelyben éles szemrehányást tesz a testvéreknek, amiért nem fogadták el az új zenggi püspököt. 1435-ben részt vett egy találkozón a többi testvérével Brinjében, majd április végén Zsigmond király megparancsolta a testvéreknek, hogy Zrínyi Miklósnak adják vissza Szluin várát, vagy azt pénzt, amelyet tőle kölcsönöztek.  Testvére, VI. János halála után 1437. június 29-én megegyezett bátyjával, Istvánnal és többi testvérével, a Frigyes herceggel és VI. Albert osztrák herceggel kötött szövetségről, de a megegyezésből kihagyták V. Miklóst és IV. Dujamot.
Márton azzal, hogy feleségül vette Ilonát, a lipovaci Mutina János leányát, kiterjesztette a Frangepánok uralmát a Száva és a Kulpa közötti területre. 1439-ben Albert király neki adta lipoveci és az okići uradalmak összes jövedelmét, 1442. augusztus 24-én pedig feleségének Ilonának, valamint leszármazottainak ajándékozta apja örökségét, Lipovac, Jasztrebarszka, Kostajnica és Komogovina várait. Közben, 1440-ben Márton gróf és testvére, István csatlakozott III. Frigyes császár és a Cillei grófok szövetségéhez. Testvére, István politikáját követve, 1446-ban Márton baráti szövetséget kötött Cillei II. Frigyes szlavón bánnal és fiával, II. Ulrikkal, 1447-ben viszont már a Cilleiek elszánt ellenfelével, Hunyadi János magyar kormányzóval állt szövetségben. 1448-ban Szerbiában Hunyadival harcolt a törökök ellen. Az 1448. október 18. és 20. között zajlott rigómezei csatában szolgája, Mikša Ličković mentette meg a halálos veszélytől. Hunyadi veresége után visszavonult Magyarországra és 29-én már Péterváradon tartózkodott, ahol Vitéz János váradi püspökkel, Garai László nádorral, Újlaki Miklóssal, Kurjákovics korbavai gróffal és Zrínyi Péter gróffal megállapodtak Hunyadi szendrői fogságból való megváltásáról.
A közben megözvegyült Márton feleségül vette Dorottyát, Hrvoje Vukčić Hrvatinić herceg unokáját, Blagaji IV. Iván gróf özvegyét, aki hozományul hozta számára a boszniai Kozara és Vrbas várait. Az 1449-es családi birtokosztás során Okić, Starigrad, Novi, Bribir, Kotor, Bakar és Trsat várai kerültek hozzá. Márton, mivel gyermektelen volt vállalta, hogy minden birtokát (azokat is, amelyeket két feleségének hozományaként örökölt) rokonaira hagyja, ha leszármazottak nélkül halna meg. Ezekhez a birtokokhoz hamarosan Hreljin és Drivenik várai is csatlakoztak. 1453-ban V. Miklós pápától engedélyt kért egy kolostor építésére Trsatban, amit július 12-én bullában hagyott jóvá. Egy 1455. október 28-án Noviban kiállított okirattal jogaiban megerősítette a cirkvenicai Szent Miklós pálos kolostort, majd 1462-ben Noviban Szűz Mária tiszteletére új pálos kolostort alapított.  Amellett, hogy birtokain kolostorokat alapított és támogatott, 1447-ben engedélyt kapott V. Miklós pápától, hogy a košljuni bencés kolostort ferences kolostorrá alakítsa. Azt is tartják, hogy kórházat alapított Modrusban, Zenggben és Trsatban. Tetteivel elősegítette a Mária-kultusz elterjedését a horvátok körében. Mindezért a kortársak jámbornak kezdték nevezni. Június 27-én jelen volt Brinjében, amikor visszaállították Zengg városának apjuk, IV. Miklós idejében érvényben levő kiváltságait és határait.
1464. március végén jelen volt Mátyás király budai koronázásán, április 5-én pedig átengedte a királynak az Una menti Krupa várát, valamint úgy döntött, hogy az 1449-es családi szerződéstől eltérően halála után Kostajnica, Steničnjak és Lipovac várai a királyhoz és a koronához kerülnek. Cserébe Mátyás megerősítette a grófot Skrad, Bužim, Kladusa, Osztrovica várai, Gradac és Komogovina várkastélyai, valamint a fent említett Kostajnica, Szjenicsák és Lipovac várak és más horvátországi és boszniai birtokok tulajdonában. 1466-ban összetűzésbe került testvérével, Istvánnal, a családi vitát Mátyás király augusztus 23-án István és fia, Bernát javára döntötte el.  Mátyás 1469-es cseh háborúi során a törökök megszállták Horvátországot és már a Frangepán birtokokat fenyegették, így Márton a velenceieknél keresett segítséget. A király erre úgy reagált, hogy hadvezérét, Magyar Balázst küldte a Frangepánok ellen, aki 1469 novemberében betört Zengg városába és elfoglalta azt. 1470 elején Márton gróf még Noviban tartózkodott, de hamarosan testvérével, Duimmal ideiglenesen Velencében keresett menedéket.
A Frangepánok között kitört újabb viszályban Mártont csellel elfogta unokaöccse, Frangepán VIII. János, aki Bertalan testvérének a fia volt. Szorult helyzetéből alattvalója, az osztrozsáci Ivan Benvenjud mentette ki, aki Márton szabadlábra helyezése érdekében elzálogosította néhány birtokát, köztük Skrad várát, így a gróf megválthatta Kostajnica várát. Ráadásul át kellett adnia Bakart és Bribirt. Trsat és Novi várait, illetve valószínűleg a vinodoli Hreljint és Drivenik városát testvére, Istvánra és felnőttkorúvá lett fiára, Bernátra szándékozott hagyni. 1475-ben összes adományát megerősítették, amit a ferenceseknek és pálosoknak Trsatban és Noviban adott. 1477-ben Mátyás királynak adta át az 1464-ben ígért várakat. 1479-ben testvére, VII. János elfoglalta Novit és Bribirt,  majd halálos ágyán Mátyás királyt nevezte meg birtokai örökösévé, aki 1480-ban átvette Márton vinodoli birtokrészeit. 1479. október 4-én hunyt el. A trsati ferencesek templomában temették el, amelyet ő építtetett, és ahol sírja ma is megtalálható.